# Népomucène Lemercier

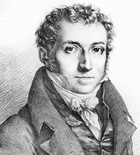
Népomucène Lemercier

Louis Jean Népomucène Lemercier  (* 20. April 1771 in Paris; † 7. Juni 1840) war ein französischer Dichter.
Nach mehreren vergeblichen Versuchen konnte Lemercier 1797 mit seiner – im klassischen Stil gehaltenen – Tragödie Agamemnon erfolgreich debütieren. Ab dieser Zeit war er auch ein gern gesehener Gast in den Salons; vor allem bei Napoléon Bonaparte. Erst als sich Lemercier als Freigeist bei Napoléon unbeliebt gemacht hatte, galt dieser auch in den anderen Salons als Persona non grata. Napoléon soll sich dann auch gegen Lemerciers Werke ausgesprochen haben. 1804, wenige Tage vor Napoleons Kaisertum, soll Lemercier jenem gesagt haben: „Wenn Sie das Bett der Bourbonen wiederherstellen, General, so schlafen Sie in zehn Jahren nicht mehr darin.“
1810 wurde Lemercier als Nachfolger des Philosophen Jacqus-André Naigeon in die Académie française aufgenommen (Fauteuil 14).

## Rezeption
Man lobte die Eleganz von Népomucènes Versen; die Anmut seines Stils und seine überbordende Phantasie. Das bemerkenswerteste seiner Gedichte ist die philosophische Satire La Panhypocrisiade, ou la spectacle infernal du XVI. siècle, welches Victor Hugo eine literarische Schimäre nannte; ein Gemisch von Epos, Posse und Satire.
Mit seinem Werk Pinto wollte er Beaumarchais’ Der tolle Tag oder Figaros Hochzeit  übertrumpfen, was ihm aber nicht gelang, da es sich um eine etwas unglückliche Mischung von Tragödie und Komödie handelte, in Inhalt und Form voller Neuerungen.
Seine übrigen zahlreichen Werke fanden wenig Beachtung, mit Ausnahme der Tragödie Frédégonde et Brunehaut (1821), die zwar auch keinen dauernden Erfolg errang, jedoch dazu beitrug, dass man Lemercier den Vater des Romantizismus nannte, wogegen er immer protestiert hat.

## Werke (Auswahl)
- Agamemnon. 1797.
- Quatre métamorphoses. 1800.
- Panhypocrisiade ou la comédie infernale du XVI. siècle. 1819 (16 Gesänge).
- Pinto. 1801.